# Ceramida longitarsis
Ceramida longitarsis é uma espécie de insetos coleópteros polífagos pertencente à família Melolonthidae.
A autoridade científica da espécie é Illiger, tendo sido descrita no ano de 1803.
Trata-se de uma espécie presente no território português.